# Возінья
Жозе Жозімар Евора Діаш або просто Возінья (порт. Josimar José Évora Dias / Vozinha; нар. 3 червня 1986, Мінделу, Кабо-Верде) — кабовердійський футболіст, воротар.
Виступав на батьківщині, а також в Анголі, Молдові, Португалії та на Кіпрі. З 2012 року захищає кольори національної збірної Кабо-Верде, у футболці якої зіграв понад 50 матчів. Учасник Кубку африканських націй 2013, 2015 та 2021 року.

## Клубна кар'єра
Народився в місті Мінделу, на острові Сан-Вісенте (Кабо-Верде). Футбольну кар'єру розпочав в місцевому клубі «Бутукуе», кольори якого захищав до 2011 року, після чого перебрався до іншого клубу міста, «Мінделенси». Після вдалих виступів за команду, підписав контракт з ангольським клубом «Прогрешшу ду Самбізанга» (Луанда). У 2013 році повернувся в оренду до «Мінделенси», у складі якого виступав у чемпіонаті острова Сан-Вісенті.
У 2015 році воротар переходить до молдовського «Зімбру». У серпні 2016 року перейшов до «Жил Вісенте», клубі другого дивізіону Португалії.
У 2017 році Возінья перейшов до одного з найкращого клубу Кіпру АЕЛ із Лімасолу. 29 червня 2017 року дебютував за клуб у кваліфікації Ліги Європи проти гібралтарського клубу «Сент-Джозефс».

## Кар'єра в збірній
Возінья дебютував за національну збірну Кабо-Верде 8 вересня 2012 року в переможному (2:0) першому матчі плей-оф Кубку африканських націй 2013 року проти Камеруну. Він залишився у воротах у матчі-відповіді в Яунде 14 жовтня, в програному (1:2) поєдинку проти вище вказаного поєдинку, завдяки чому його країна вийшла на перший великий турнір. У фінальній частині турніру в Південній Африці команда дійшла до чвертьфіналу, а потім програла Гані з рахунком 0:2; при цьому пропустив другий м'яч після того, як вийшов на поле на останніх секундах, щоб під'єднатися до атаки з кутового.
Возінья також грав на Кубку африканських націй 2015 року. 7 жовтня 2020 року провів свій 50-й матч у переможному (2:1) виїзному поєдинку з Андоррою, а рік по тому отримав виклик для участі в Кубку африканських націй 2021 в Камеруні.

## Особисте життя
Молодший брат, Делміро, виступав за національну збірну Кабо-Верде.